# Matrona de Chios
Pour les articles homonymes, voir Matrona.
Matrona de Chios, également appelée Sainte Matrona Chiopolitis est née au XVe siècle dans le village de Volissós sur l'île de Chios, en Grèce. C'est dans ce même village que Sainte Markella (en) est  martyrisée en 1462. L'Église célèbre sa mémoire le 20 octobre et la découverte de sa tête le 15 juillet.

## Biographie
Marie Matrona naît dans le village de Volissós sur l'île de Chios au cours du XVe siècle. Ses parents, Léon et Anna, sont des chrétiens très respectés et aisés. Marie est la plus jeune de sept enfants. Dès sa jeunesse, elle montre un intérêt pour le monachisme. Lorsque le moment vient pour ses parents d'organiser son mariage, elle refuse car elle veut rester vierge. Pour éviter ce mariage, elle quitte Volissós et se rend dans une région surplombant le village, appelée Katavasis, où se trouve un monastère de femmes. Ses parents la recherchent partout. Après l'avoir retrouvée, ils la convainquent de revenir à la maison. Marie se plie aux désirs de ses parents, sauf un : elle refuse de se marier. Ses parents, voyant qu'elle désire toujours mener une vie monastique, lui donnent leur accord pour poursuivre son ambition. 
À la mort de ses parents, Marie donne une grande partie de son héritage aux pauvres et dépense le reste à la construction d'un monastère dans le quartier de Palaiókastro de la ville de Chios. À ce moment-là, Marie prend le nom de Matrona.
Matrona surpasse les autres nonnes par sa dévotion, sa spiritualité et sa compréhension. Sa sincérité convainc d'autres jeunes filles de venir dans ce monastère et de mener le même type de vie. L'église elle-même est petite, et l'abbesse accepte donc le projet de Matrona de l'agrandir et de construire des cellules pour les moniales. Matrona vend les terres agricoles et les biens personnels qui lui restent, et le monastère construit un bain public avec l'argent reçu de cette vente afin que les pauvres et les voyageurs puissent se baigner. Ces bains sont très courants à cette époque. Après cela, la rénovation de l'église commence. Lorsque l'église est achevée, elle est dédiée à saint Artémios, l'abbesse du monastère meurt. Les moniales élisent Matrona comme nouvelle abbesse. Matrona est vénérée dans tout Chios pour sa vie vertueuse et sa sainteté. Elle fait preuve de charité envers les pauvres et est capable de guérir les malades.
Après ces événements, Matrona rêve de sa propre mort. Elle souffre d'une maladie pendant sept jours. Pendant ces sept jours, elle conseille les autres moniales comme une mère conseillerait ses enfants. Elle meurt peu avant 1455 et est enterrée dans l'église du monastère, où elle a passé la majeure partie de sa vie. Pour honorer cette sainte, on dit que des miracles se sont produits après sa mort. De nombreuses personnes souffrant de toutes sortes d'affections sont venues à l'église et ont été guéries. 
Dans le village de Katavasis, une église est construite en l'honneur du lieu où Sainte Matrona a commencé ses luttes spirituelles. Plus tard, une plus grande église est construite et la plus petite est utilisée comme chapelle de cimetière.